# Nekrolog 1729
Nekrolog
◄◄
| ◄
| 1725
| 1726
| 1727
| 1728
| 1729 | 1730 | 1731 | 1732 | 1733 | ► | ►►
Weitere Ereignisse | Allgemeiner Nekrolog 1729
Die Beschreibung der verstorbenen Person sollte so kurz wie möglich gehalten sein und nur deren signifikante Tätigkeit(en) enthalten.
Neue Namen ggf. auch unter dem Geburts- und Sterbedatum, also etwa unter 1. Januar und im Geburts- und Sterbejahr (2024) eintragen (nur bei entsprechender großer Wichtigkeit). Für Beispiele siehe die schon vorhandenen Artikel.
Außerdem über die fünf zuletzt Verstorbenen, zu denen es einen ausreichend guten Artikel für eine Präsentation auf der Hauptseite gibt, nach der todesbedingten Überarbeitung der Artikel ggf. auch unter Wikipedia Diskussion:Hauptseite informieren und sie am besten auch in den anderen Wikipedia-Sprachversionen eintragen. Tipp: Regelmäßig bei news.google.de nach „ist tot“, „gestorben“ oder „verstorben“ suchen.
Wenn eine Person gestorben ist, gibt es viele Seiten zu dieser Person in der Wikipedia, die davon auch betroffen sind und entsprechend aktualisiert werden müssen. Beispiele: Namenübersichtsseite, Geburtsjahr, Geburtsort-Seiten und viele mehr.
Wie finde ich die betroffenen Seiten?
Im Suchfeld auf der linken Seite gibt man den Suchbegriff so ein: „Vorname Nachname“. Dann klickt man auf Volltext und alle Seiten mit entsprechendem Suchtext werden aufgerufen. Hier sieht man dann schnell, wo auch das Todesjahr Sinn macht oder sogar ein Teil des Artikels angepasst werden muss. Auch hilft das „Werkzeug“ auf der linken Seite sehr gut, um solche Seiten aufzufinden: „Links auf diese Seite“. Somit ist die Wikipedia wieder aktuell in allen Bereichen! Hinweis: bei Eintragung der Kategorie „Gestorben JAHR“ wird der Missbrauchsfilter 49 ausgelöst, was jedoch nicht schlimm ist. Siehe: Spezial:Missbrauchsfilter/49
Dies ist eine Liste von im Jahr 1729 verstorbenen bekannten Persönlichkeiten. Die Einträge erfolgen innerhalb der einzelnen Daten alphabetisch sortiert. Tiere sind im Nekrolog für Tiere zu finden.

## Januar
| Tag        | Name                                  | Beruf, bekannt als                                                            | Alter | Beleg |
| ---------- | ------------------------------------- | ----------------------------------------------------------------------------- | ----- | ----- |
| 1. Januar  | Ernst Heinrich von Suhm               | dänischer Oberst, dann kursächsischer und polnischer Generalmajor             | 60    |       |
| 3. Januar  | Johann Heinrich Meier                 | deutscher Rechtswissenschaftler, Verwaltungsjurist und Hochschullehrer        | 85    |       |
| 4. Januar  | Johann Wilhelm                        | Herzog von Sachsen-Eisenach                                                   | 62    |       |
| 9. Januar  | Eustachius Jeger                      | Ratskonsulent und Verfasser der Schwäbisch Gmünder Rechtsbücher               |       |       |
| 11. Januar | Thomas von Cori                       | italienischer Franziskaner, Priester und Heiliger der katholischen Kirche     | 73    |       |
| 14. Januar | Georg Rast                            | deutscher Mediziner                                                           | 77    |       |
| 15. Januar | Philipp Karl zu Hohenlohe-Bartenstein | deutscher Reichsgraf                                                          | 60    |       |
| 16. Januar | Georg Thegen                          | deutscher Philosoph und Mathematiker                                          | 78    |       |
| 17. Januar | Gottfried Laurenz Pictorius           | deutscher Architekt des Barock                                                | 65    |       |
| 18. Januar | Christoph Bernhard Francke            | deutscher Offizier und Kunstmaler                                             |       |       |
| 19. Januar | William Congreve                      | englischer Dramatiker und Dichter                                             | 58    |       |
| 19. Januar | Lorenzo Cozza                         | italienischer Franziskaner, Kardinal und Theologe                             | 74    |       |
| 19. Januar | Jacob Züblin                          | Schweizer Bürgermeister                                                       | 75    |       |
| 20. Januar | Johann Christoph Troppaneger          | kursächsischer Leibarzt und Hofrat                                            | 78    |       |
| 20. Januar | Johann Friedrich Wentzel              | deutscher Maler und Radierer                                                  | 58    |       |
| 21. Januar | Pierre La Croix                       | französischer Fontänenmeister und Wasserbauingenieur in Hannover-Herrenhausen |       |       |
| 23. Januar | Ignaz Agricola                        | deutscher Historiker, Philosoph, Theologe und Jesuit                          | 67    |       |
| 29. Januar | Johann Fabricius                      | deutscher lutherischer Theologe                                               | 84    |       |
| 30. Januar | Lothar Franz von Schönborn            | Bischof von Bamberg (1693–1729) und Erzbischof von Mainz (1694–1729)          | 73    |       |
| 30. Januar | Giovanni Battista Salerni             | italienischer Jesuit und Kardinal                                             | 58    |       |
| 31. Januar | Jakob Roggeveen                       | niederländischer Seefahrer und Forschungsreisender                            | 69    |       |
| Januar     | Friedrich Ludwig von Hoff             | württembergischer Verwaltungsbeamter                                          | 65    |       |

## Februar
| Tag         | Name                       | Beruf, bekannt als                                                                                          | Alter | Beleg |
| ----------- | -------------------------- | --- | ----- | ----- |
| 2. Februar  | Pietro Baratta             | italienischer Bildhauer                                                                                     | 61    |       |
| 2. Februar  | Jean Quirin de Forcade     | königlich preußischer Generalleutnant, Chef des Infanterie-Regiments Nr. 23, Kommandant der Residenz Berlin | 65    |       |
| 6. Februar  | Pietro Marchitelli         | italienischer Violinist und Komponist des neapolitanischen Barock                                           |       |       |
| 10. Februar | Johann von Besser          | deutscher Dichter und Hofbeamter                                                                            | 74    |       |
| 11. Februar | Solomon Stoddard           | Prediger koloniales Neuengland                                                                              | 85    |       |
| 11. Februar | Gian Girolamo Zannichelli  | italienischer Chemiker, Botaniker und Naturwissenschaftler                                                  | 67    |       |
| 16. Februar | Johann Kaspar Sing         | bayerischer Kunstmaler und kurfürstlich bayerischer Hofmaler                                                |       |       |
| 18. Februar | Simon Friedrich Hahn       | deutscher Historiker und Bibliothekar                                                                       | 36    |       |
| 22. Februar | Raimund Jungwirth          | österreichischer Zisterzienser                                                                              | 49    |       |
| 24. Februar | Ernst Ludwig II.           | Herzog von Sachsen-Meiningen                                                                                | 19    |       |
| 24. Februar | Jan Jerzy Przebendowski    | polnischer Magnat, General und Großkronschatzmeister                                                        | 90    |       |
| 28. Februar | Lovro Šitović              | kroatischer Schriftsteller                                                                                  |       |       |
| 28. Februar | Otto Philipp Zaunschliffer | deutscher Jurist und Professor an der Universität Marburg                                                   | 75    |       |

## März
| Tag      | Name                                             | Beruf, bekannt als                                                             | Alter | Beleg |
| -------- | ------------------------------------------------ | ------------------------------------------------------------------------------ | ----- | ----- |
| 2. März  | Francesco Bianchini                              | italienischer Philosoph, Astronom und Archäologe                               | 66    |       |
| 2. März  | Peter van Dievoet                                | belgischer Bildhauer                                                           |       |       |
| 3. März  | Elena Badoer                                     | venezianische Dogaressa                                                        |       |       |
| 4. März  | Adolf Mattheus Rodde                             | Jurist und Bürgermeister der Hansestadt Lübeck                                 |       |       |
| 5. März  | Franz Caspar Schnitger                           | deutscher Orgelbauer                                                           | 35    |       |
| 7. März  | Paul Christoph Zeidler                           | sächsischer Bergmeister                                                        | 68    |       |
| 9. März  | Henrietta Johnston                               | Malerin                                                                        |       |       |
| 12. März | Johann Josef Brammertz                           | deutscher Orgelbauer                                                           | 60    |       |
| 13. März | Jakob von Tullian                                | deutscher Adeliger, Amtmann im Hochstift Worms                                 |       |       |
| 15. März | Elisabeth Eleonore von Braunschweig-Wolfenbüttel | Herzogin von Sachsen-Meiningen                                                 | 70    |       |
| 18. März | Matthias Johann von Behr                         | Mecklenburg-Strelitzscher Diplomat und Historiker                              | 43    |       |
| 18. März | Michael Bernhard Valentini                       | deutscher Arzt, Gelehrter und Sammler                                          | 71    |       |
| 21. März | John Law                                         | schottischer Nationalökonom und Bankier                                        | 57    |       |
| 23. März | Dietrich Johann von der Heyden genannt Rynsch    | königlich preußischer Generalmajor, Gouverneur von Küstrin und Drost von Raden |       |       |
| 25. März | Christoph Franz von Hutten                       | Fürstbischof von Würzburg                                                      | 56    |       |
| 27. März | Leopold                                          | Herzog von Lothringen                                                          | 49    |       |
| 27. März | Johannes Sartorius                               | Professor in Danzig                                                            | 73    |       |

## April
| Tag       | Name                               | Beruf, bekannt als                                                                            | Alter | Beleg |
| --------- | ---------------------------------- | --------------------------------------------------------------------------------------------- | ----- | ----- |
| 11. April | Manuel de Egüés                    | spanischer Komponist                                                                          | 71    |       |
| 15. April | Maria Anna von Oettingen-Spielberg | Fürstin von Liechtenstein                                                                     | 35    |       |
| 16. April | Antonio Ferrante Gonzaga           | Herzog von Guastalla                                                                          | 41    |       |
| 20. April | Johann Joachim von Aichen          | niederösterreichischer Landuntermarschall und Präses des niederösterreichischen Ritterstandes |       |       |
| 21. April | Johann Caspar Scheuchzer           | Schweizer Arzt, Naturforscher, Japankenner                                                    | 27    |       |
| 22. April | Louis Pécour                       | französischer Tänzer und Choreograf                                                           | 75    |       |

## Mai
| Tag     | Name                                      | Beruf, bekannt als                                                                                                 | Alter | Beleg |
| ------- | ----------------------------------------- | --- | ----- | ----- |
| 2. Mai  | Jobst Gottfried Droste zu Vischering      | Domherr in Münster und Archidiakon in Winterswijk                                                                  |       |       |
| 4. Mai  | Louis-Antoine de Noailles                 | Kardinal und Erzbischof von Paris                                                                                  | 77    |       |
| 4. Mai  | Giulio Simonetti                          | Schweizer Baumeister                                                                                               |       |       |
| 5. Mai  | Amaury de Farcy de Saint-Laurent          | braunschweig-lüneburgischer Generalleutnant der Kavallerie; Kommandant der Festung Kalkberg und der Stadt Lüneburg |       |       |
| 6. Mai  | Zacharias Goeze                           | deutscher Lehrer und Autor                                                                                         | 66    |       |
| 8. Mai  | Georg Daniel C. Coschwitz                 | Mediziner | 50    |       |
| 11. Mai | Johann Wilhelm Baier                      | deutscher Physiker, lutherischen Theologie und Mathematik in Altdorf                                               | 53    |       |
| 12. Mai | Johann Hieronymus Graf                    | deutscher Musikwissenschaftler, Kantor und Komponist                                                               | 80    |       |
| 17. Mai | Samuel Clarke                             | englischer Theologe und Philosoph                                                                                  | 53    |       |
| 17. Mai | Johann Kahler                             | lutherischer Theologe und Mathematiker                                                                             | 80    |       |
| 17. Mai | Antonio Maria Salvini                     | italienischer Philologe                                                                                            | 76    |       |
| 18. Mai | Johann Karl von Trautson                  | kaiserlich österreichischer Generalfeldwachtmeister                                                                | 45    |       |
| 25. Mai | Michael Kemmeter                          | deutscher Baumeister, Zimmermann                                                                                   |       |       |
| 25. Mai | Johannes van Muyden                       | niederländischer Jurist                                                                                            | 77    |       |
| Mai     | Johann Christoph Frölich von Frölichsburg | österreichischer Strafrechtsgelehrter                                                                              |       |       |

## Juni
| Tag      | Name                                     | Beruf, bekannt als                                  | Alter | Beleg |
| -------- | ---------------------------------------- | --------------------------------------------------- | ----- | ----- |
| 4. Juni  | William Cavendish, 2. Duke of Devonshire | britischer Peer und Politiker                       |       |       |
| 11. Juni | Ludwig von Wylich und Lottum             | preußischer Generalmajor sowie Landdrost in Kleve   |       |       |
| 13. Juni | Johann Friedrich Wender                  | deutscher Orgelbauer                                |       |       |
| 16. Juni | Balthasar Hermann                        | deutscher Maler des Barocks                         | 63    |       |
| 25. Juni | Peregrine Osborne, 2. Duke of Leeds      | britischer Aristokrat                               |       |       |
| 27. Juni | Élisabeth Jacquet de La Guerre           | französische Komponistin und Cembalistin des Barock | 64    |       |
| 28. Juni | Miguel Núñez de Sanabria                 | spanischer Jurist und Vizekönig von Peru            | 83    |       |
| 29. Juni | Edward Taylor                            | amerikanischer Dichter                              |       |       |

## Juli
| Tag      | Name                           | Beruf, bekannt als                                                                                                   | Alter | Beleg |
| -------- | ------------------------------ | --- | ----- | ----- |
| 1. Juli  | Gottlieb Wernsdorf der Ältere  | deutscher lutherischer Theologe und Historiker                                                                       | 61    |       |
| 3. Juli  | Johann Martin Gumpp der Ältere | österreichischer Architekt                                                                                           | 85    |       |
| 12. Juli | Samuel Theodor Gericke         | deutscher Maler, Direktor der Berliner Akademie der Künste                                                           |       |       |
| 12. Juli | Christoph von Katsch           | preußischer Justizminister                                                                                           | 63    |       |
| 12. Juli | Johann Carl Spies              | deutscher Mediziner                                                                                                  | 65    |       |
| 16. Juli | Johann David Heinichen         | deutscher Komponist und Musiktheoretiker                                                                             | 46    |       |
| 16. Juli | Johann Jakob Vogel             | deutscher Theologe und Historiker                                                                                    | 69    |       |
| 18. Juli | Hans Georg aus dem Winckel     | kursächsischer Generalleutnant der Kavallerie, Erb-, Lehn- und Gerichtsherr auf Baumersroda, Benndorf und Körbisdorf |       |       |
| 18. Juli | Joseph Karl von Pfalz-Sulzbach | Erbprinz von Pfalz-Sulzbach                                                                                          | 34    |       |
| 19. Juli | Gottfried Pabst von Ohain      | kursächsischer Bergrat                                                                                               |       |       |
| 31. Juli | Nicola Francesco Haym          | italienischer Cellist, Komponist und Librettist                                                                      | 51    |       |

## August
| Tag        | Name                             | Beruf, bekannt als                                                                                    | Alter | Beleg |
| ---------- | -------------------------------- | --- | ----- | ----- |
| 5. August  | Heinrich Horch                   | deutscher reformierter mystischer Theologe und Bibelübersetzer                                        | 76    |       |
| 5. August  | Thomas Newcomen                  | englischer Erfinder                                                                                   | 66    |       |
| 15. August | Benjamin Neukirch                | Dichter                                                                                               | 64    |       |
| 28. August | Franz Rudolph von Hettersdorf    | Domkapitular in Worms, Würzburger Stiftsherr, Mäzen                                                   | 54    |       |
| 28. August | Friedrich Godward von Syberg     | königlich preußischer Kammerherr, Oberstallmeister und General der Kavallerie, Komtur von Wietersheim |       |       |
| 30. August | Heinrich Wilhelm von der Groeben | deutscher Soldat in Diensten Polen-Litauens                                                           | 72    |       |
| August     | Attilio Ariosti                  | italienischer Komponist                                                                               | 62    |       |

## September
| Tag           | Name                                  | Beruf, bekannt als                                                                                             | Alter | Beleg |
| ------------- | ------------------------------------- | --- | ----- | ----- |
| 1. September  | Richard Steele                        | irischer Schriftsteller                                                                                        | 57    |       |
| 3. September  | Jean Hardouin                         | französischer Jesuit, Philologe und Theologe                                                                   | 82    |       |
| 6. September  | Johann Matthias von Westerholt        | kurkölnischer Geheimrat und Hofrat in Hildesheim                                                               | 44    |       |
| 7. September  | William Burnet                        | britischer Kolonialgouverneur mehrerer Kolonien in Amerika                                                     | 41    |       |
| 15. September | Robert Spencer, 4. Earl of Sunderland | britischer Pee und Politiker                                                                                   | 27    |       |
| 17. September | François Noël                         | belgischer Jesuit                                                                                              | 78    |       |
| 19. September | Philipp Honorius von Ravensteyn       | Architekt und Hofbaumeister                                                                                    |       |       |
| 24. September | Tommaso Giusti                        | italienisch-venezianischer Architekt, Bühnenmaler und Theateringenieur, der insbesondere in Deutschland wirkte |       |       |
| 26. September | Griffith Rice                         | walisisch-britischer Politiker                                                                                 |       |       |
| 29. September | Ole Judichær                          | dänischer Admiral und Schiffsbauingenieur                                                                      | 68    |       |

## Oktober
| Tag         | Name                               | Beruf, bekannt als                                         | Alter | Beleg |
| ----------- | ---------------------------------- | ---------------------------------------------------------- | ----- | ----- |
| 2. Oktober  | Arnold Boonen                      | holländischer Maler und Porträtist                         | 59    |       |
| 10. Oktober | Johann Martin Seekatz              | deutscher Maler                                            | 49    |       |
| 12. Oktober | Armande Félice de La Porte Mazarin | französische Hofdame                                       | 38    |       |
| 16. Oktober | Johann Heinrich Ernesti            | deutscher Pädagoge, Professor und Rektor                   | 77    |       |
| 17. Oktober | Johann Joachim Jörcke              | deutscher Jurist und Bürgermeister von Rostock             | 45    |       |
| 25. Oktober | Johannes Wirtz                     | 53. Abt des Prämonstratenserklosters Rommersdorf           |       |       |
| 27. Oktober | Johann Michael Bretschneider       | deutscher Maler des Barock                                 | 49    |       |
| 30. Oktober | William Conolly                    | irischer Politiker und Sprecher des Irish House of Commons | 67    |       |
| 30. Oktober | Johann Heinrich Helcher            | schlesischer Mediziner                                     | 57    |       |
| 30. Oktober | Jobst Matthias von Twickel         | Dompropst im Domkapitel Münster                            | 48    |       |

## November
| Tag          | Name                              | Beruf, bekannt als                                                                                 | Alter | Beleg |
| ------------ | --------------------------------- | -------------------------------------------------------------------------------------------------- | ----- | ----- |
| 12. November | Philipp Ernst                     | Offizier in dänischen Diensten und Herzog von Schleswig-Holstein-Sonderburg-Glücksburg (1698–1729) | 56    |       |
| 14. November | Johann Sturmer                    | mährischer Bildhauer                                                                               |       |       |
| 15. November | Hans Jacob Faber                  | Hamburger Bürgermeister                                                                            | 64    |       |
| 15. November | Johann Kanold                     | deutscher Mediziner                                                                                | 49    |       |
| 15. November | Urban Dietrich von Lüdecke        | deutscher Geheimrat und Kanzler zu Wolfenbüttel                                                    | 74    |       |
| 15. November | Giuseppe Volpini                  | italienischer Bildhauer und Stuckateur                                                             |       |       |
| 16. November | Abel Boyer                        | englischer Romanist, Anglist, Historiker, Journalist und Lexikograf französischer Herkunft         | 62    |       |
| 16. November | Carl Otto von Freymann            | schwedischer Oberst, livländischer Landrat                                                         |       |       |
| 16. November | Alessandro Specchi                | römischer Architekt und Grafiker                                                                   |       |       |
| 19. November | Johann Franz Buddeus              | deutscher Philosoph und Theologe                                                                   | 62    |       |
| 19. November | Jacob David Mögling               | deutscher Jurist                                                                                   | 49    |       |
| 20. November | Nicolas Gervaise                  | französischer Missionsbischof, Apostolischer Vikar der Antillen und der Karibik                    |       |       |
| 20. November | Georg Nitsch                      | deutscher evangelischer Theologe                                                                   | 66    |       |
| 23. November | Alexander Danilowitsch Menschikow | russischer General und Staatsmann                                                                  | 56    |       |
| 25. November | László Nádasdy                    | Bischof von Szeghed                                                                                | 67    |       |
| 28. November | Johan Coolen                      | Priester im Deutschen Orden                                                                        |       |       |

## Dezember
| Tag          | Name                                           | Beruf, bekannt als                                                                          | Alter | Beleg |
| ------------ | ---------------------------------------------- | ------------------------------------------------------------------------------------------- | ----- | ----- |
| 1. Dezember  | Christian Ludwig Boxberg                       | deutscher Komponist und Organist                                                            | 59    |       |
| 1. Dezember  | Heinrich Brandanus Gebhardi                    | Orientalist und evangelischer Theologe, Generalsuperintendent von Schwedisch-Pommern        | 72    |       |
| 1. Dezember  | Giacomo Filippo Maraldi                        | französisch-italienischer Astronom und Mathematiker                                         | 64    |       |
| 6. Dezember  | Gustav von Mardefeld                           | preußischer Politiker und Diplomat                                                          |       |       |
| 6. Dezember  | Charles Auguste de Goyon de Matignon           | französischer Aristokrat und Militär, Marschall von Frankreich                              | 82    |       |
| 8. Dezember  | Friedrich Adolf Lampe                          | deutscher Protestantischer Theologe und Kirchenlied-Dichter                                 |       |       |
| 9. Dezember  | Nicolaus Hieronymus Gundling                   | deutscher Geheimrat und Konsistorialrat, Prorektor der Friedrichs-Universität Halle (Saale) | 58    |       |
| 10. Dezember | Karl Joseph von Kuenburg                       | Fürstbischof von Seckau, Fürstbischof von Chiemsee                                          | 43    |       |
| 10. Dezember | Johann Georg Seidenbusch                       | deutscher römisch-katholischer Geistlicher                                                  | 88    |       |
| 11. Dezember | Karl Wichard von Breuner                       | Adeliger, Landeshauptmann der Steiermark, innerösterreichischer Hofkammerpräsident          |       |       |
| 11. Dezember | Levin Coldewey                                 | deutscher lutherischer Theologe                                                             | 60    |       |
| 12. Dezember | Johann Wilhelm Engelbrecht                     | deutscher Jurist und Hochschullehrer                                                        | 55    |       |
| 13. Dezember | Anthony Collins                                | englischer Philosoph                                                                        | 53    |       |
| 17. Dezember | Johann Ernst                                   | Herzog von Sachsen-Saalfeld                                                                 | 71    |       |
| 17. Dezember | Michael Heinrich Krause                        | deutscher evangelischer Theologe                                                            | 78    |       |
| 20. Dezember | Anton Kogler                                   | Baumeister                                                                                  |       |       |
| 22. Dezember | Michel Baron                                   | französischer Schauspieler                                                                  | 76    |       |
| 23. Dezember | Johann Georg Geiling                           | Bürgermeister von Heilbronn                                                                 | 72    |       |
| 25. Dezember | Christiane Charlotte von Württemberg-Winnental | Regentin von Brandenburg-Ansbach                                                            | 35    |       |

## Datum unbekannt
| Tag | Name                                | Beruf, bekannt als                                                                   | Alter | Beleg |
| --- | ----------------------------------- | ------------------------------------------------------------------------------------ | ----- | ----- |
|     | Aschraf Khan                        | Herrscher aus der Hotaki-Dynastie in Persien                                         |       |       |
|     | Bartolomeo Bimbi                    | florentinischer Maler                                                                |       |       |
|     | Heinrich Christian von den Brincken | Landhofmeister des Herzogtums Kurland und Semgallen                                  |       |       |
|     | Pieter Bustijn                      | niederländischer Komponist und Organist                                              |       |       |
|     | Colen Campbell                      | schottischer Architekt                                                               |       |       |
|     | Gershom Carmichael                  | schottischer Philosoph                                                               |       |       |
|     | Nayî Osman Dede                     | türkischer Kalligraph, Gelehrter, Dichter und Komponist                              |       |       |
|     | Panagiotis Doxaras                  | griechischer Maler                                                                   |       |       |
|     | Anna Maria Ehrenstrahl              | schwedische Malerin im Stil des Barock                                               |       |       |
|     | Elia ha-Kohen                       | jüdischer Gelehrter                                                                  |       |       |
|     | Thomas Fairchild                    | englischer Botaniker                                                                 |       |       |
|     | Lorenz Koch                         | Kunstmaler des Barocks                                                               |       |       |
|     | Tobias Kohen                        | deutsch-polnischer Arzt und Schriftsteller                                           |       |       |
|     | Matthias Kramer                     | deutscher Sprachwissenschaftler, Fremdsprachendidaktiker, Grammatiker und Lexikograf |       |       |
|     | Pierre I Mercier                    | französischer Bildwirker                                                             |       |       |
|     | Jean Meslier                        | französischer Pfarrer und Kirchenkritiker der Frühaufklärung                         |       |       |
|     | Hans August Nienborg                | kursächsischer Markscheider, Kartograf und Landvermesser                             |       |       |
|     | Otto Diedrich Richborn              | deutscher Orgelbauer                                                                 |       |       |
|     | Johann Emanuel Schleich             | württembergischer Maler                                                              |       |       |
|     | Anton Joseph Schupp                 | deutscher Bildhauer                                                                  |       |       |
|     | Paul Vermehren                      | deutscher Jurist und als kurfürstlich-sächsischer Oberpostdirektor                   |       |       |